# Inverni freddi in Europa dal XV secolo
A partire dalla metà del XIV secolo, si è assistito ad un graduale calo della temperatura media globale (probabilmente particolarmente accentuata in Europa), con un'espansione notevole dei ghiacciai alpini (con un culmine nel XIX secolo) e con l'inizio di una serie di inverni spesso molto rigidi. Tale periodo è soprannominato Piccola era glaciale, ed ebbe una durata di circa cinque secoli (fino a circa la metà dell'Ottocento), alla fine dei quali è iniziata la risalita termica che ci accompagna fino ai giorni nostri.

## Prima parte della Piccola era glaciale, dal XV al XVII secolo
Sembrerebbe che il periodo in cui si iniziarono a segnare i dati meteorologici con sistematicità è collocabile agli inizi del XVIII secolo, in Europa. Localmente erano già in uso i primi termometri prima di allora, ma una diffusione più estesa della misurazione del tempo si ebbe appunto con il trascorrere dei decenni del XVIII secolo. In realtà le segnalazioni meteorologiche venivano effettuate già da diversi secoli prima, ma in mancanza di misurazioni effettive troviamo numerosi scritti antecedenti a tale periodo che ci danno un'idea complessiva dei periodi più o meno freddi che si sono avuti subito dopo il periodo caldo medievale in Europa. Di una gran mole di dati che si hanno a disposizione di diverse zone, ovviamente quelli più dettagliati sono quelli riferiti agli inverni degli ultimi tre secoli, ma è probabile che la serie di invernate più rigide in assoluto si sia registrata nel 1400; è a questo secolo che infatti apparterrebbe l'inverno forse più freddo dell'ultimo millennio, insieme al già noto inverno 1708-1709, ovvero il freddo inverno tra il 1407 e il 1408.
Si ha notizia che i ghiacci polari lambirono addirittura il Nord della Scozia, e che l'inverno fu particolarmente rigido in Inghilterra, dove il Tamigi a Londra gelò per la durata record di quattordici settimane consecutive. Si stima che durante le fasi più crude di quella tremenda invernata le temperature in Pianura Padana siano scese sotto i -30 °C con danni ingenti e numerose vittime che morivano assiderate per strada o nei loro letti.
C'è da considerare che in quegli anni la disposizione delle figure bariche era una costante di anticicloni termici russi protesi da Est verso Ovest, per cui il grande gelo arrivava senza difficoltà in Europa centro-occidentale, con ciclogenesi a carattere freddo centrate sul Mediterraneo centrale.
Un altro inverno estremamente freddo fu il 1431-1432, in Italia il fiume Po gelò per oltre due mesi, la Laguna di Venezia faceva da sostegno ai carri che passavano da Mestre fino a Venezia, gelata in profondità.
Al Nord Italia sono documentate ingenti precipitazioni nevose, tanto da superare in altezza una persona, nell'inverno 1448-1449.
Dal 1455 in poi troviamo una serie di inverni freddi, ove sistematicamente gelarono, anche a più riprese, tutti i fiumi del Nord Italia:
- 1454-1455 (gela il Panaro in Emilia-Romagna tanto da essere attraversato da carri)
- 1457-1458
- 1458-1459
- 1468-1469 (inverno freddissimo in Francia, si ghiaccia il vino delle botti)
- 1469-1470
- 1474-1475
- 1475-1476
- 1476-1477
- 1481-1482 (inverno freddo e nevosissimo in Pianura Padana).

Dopo questa serie, giunsero quattro trimestri quasi consecutivi degni di nota, il 1489/1490 (Laguna Veneta sempre gelata, così come il Po e l'Arno, nevicò a Venezia per dodici giorni consecutivi), che tra le altre cose comportò una tardivissima recrudescenza del freddo a fine maggio, il successivo 1490/1491, che vide un prolungamento del freddo invernale fino ai primi di giugno, quando riuscì a nevicare a Bologna il 1º giugno con 32 cm di accumulo, così come nevicò (pur con accumuli inferiori) a Ferrara tre giorni dopo, con conseguenti gelate mattutine fuori stagione, il 1492/1493, con Firenze paralizzata per settimane dalla neve, e non ultimo, l'inverno 1493-1494, quando il porto di Genova gelò completamente.
Dopo una breve parentesi di inverni miti a cavallo fra XV e XVI secolo, arrivò una nuova serie di inverni molto freddi:
- 1505-1506
- 1509-1510
- 1510-1511 (storiche nevicate al Nord Italia)
- 1514-1515
- 1522-1523

Da questo momento in poi, si assistette a una temporanea pausa del grande freddo, probabilmente in concomitanza con la fine del minimo solare di Spörer, si ebbero infatti invernate parecchio miti e soprattutto siccitose, specie tra il 1528 ed il 1542.
Circa vent'anni dopo cominciò un nuovo ciclo di trimestri molto freddi, con il culmine nell'inverno 1564-1565, il più freddo del XVI secolo; è proprio questo il periodo in cui il celebre pittore Pieter Brueghel il Vecchio trasse ispirazione per il suo dipinto Cacciatori nella neve, che raffigura cacciatori immersi in un paesaggio fiammingo completamente innevato.
Si assistette, oltre al ritorno di inverni rigidi, anche ad un raffreddamento delle altre tre stagioni; in questo modo il pack presente fra Groenlandia e Islanda non faceva in tempo a sciogliersi durante i periodi non invernali, di conseguenza restava presente tutto l'anno.
Esistono, poi, altri trimestri invernali dell'epoca da citare:
- 1547-1548 (freddissimo soprattutto in Italia, dove gela il Lago di Garda)
- 1568-1569
- 1570-1571 (a Torino, in gennaio, è attestato uno spessore di circa due metri di neve)
- 1572-1573 (gela il porto di Marsiglia)

A seguire, si annoverano come decisamente freddi tutti gli inverni dell'ultimo decennio del Cinquecento.
Il 1600 cominciò con uno degli inverni più miti in Europa del secondo millennio, il 1606-1607, a cui però fece seguito uno dei più freddi, insieme al 1407-1408 e 1708-1709, il 1607-1608, sicuramente il più freddo inverno del XVII secolo; inverno lunghissimo in Italia, in Veneto crollarono parecchi tetti delle case sotto il peso della neve, a Bologna i carri non potevano circolare poiché le strade e le vie erano immerse in accumuli di neve. A Venezia crollarono tetti sotto il peso della neve. La Cronaca del padovano Nicolò De Rossi è un esempio di quale fosse la portata delle nevicate di quel periodo:
(manoscritto della Biblioteca Civica di Padova, seg. B, p. 147)
Da questo momento in poi, pare che gli inverni si siano acutizzati maggiormente in Gran Bretagna, ove ad esempio il Tamigi gelò quasi tutti gli inverni ormai (basti pensare che se gelasse di questi tempi sarebbe un evento storico). Da citare i seguenti inverni del periodo:
- 1613-1614
- 1634-1635
- 1648-1649
- 1651-1652 (il Mar Baltico è gelato per gran parte dell'anno)
- 1655-1656 (uno dei più freddi del secolo)
- 1657-1658 (nevica tantissimo nel Sud dell'Inghilterra)
- 1662-1663
- 1666-1667 (gela la Senna in Francia per tre settimane)
- 1671-1672 (uno dei più freddi di sempre nei Paesi Bassi)

Gli inverni a cavallo tra gli anni settanta e gli anni ottanta del XVII secolo furono straordinariamente nevosi sull'Italia settentrionale, tanto che a Torino nevicò in ben 144 occasioni tra il 1675 e il 1681. Citazione a parte, in ogni caso, merita sicuramente l'inverno 1683-1684: probabilmente si tratta del trimestre invernale più freddo di tutti i tempi in Inghilterra; il Tamigi rimase completamente gelato per oltre tre mesi, tutte le attività sportive si svolsero sopra i ghiacci del fiume londinese, dove si effettuò la più grande fiera mai tenutasi, la cosiddetta "Fiera sul Ghiaccio". La disposizione barica di quell'inverno, che vedeva un anticiclone termico russo-siberiano disteso enormemente verso Ovest coprendo l'intera Europa occidentale, provocò un freddo intensissimo anche in Francia e Spagna, mentre l'Italia e il mar Mediterraneo centrale erano sede di depressioni (da contrasto igrotermico) a carattere freddo; per questo motivo, nevicò in modo abbondantissimo in molti luoghi, perfino nella solitamente mite Roma, consecutivamente, per più giorni; pare riuscì a gelare anche parte del Nord Adriatico, così come tutti i grandi laghi e fiumi svizzeri.
Anche il successivo 1684-1685 fu molto freddo, anche se in tono minore, poi, dopo una breve pausa, tutti gli inverni dal 1691 al 1695 risultarono molto rigidi.
Nel corso del XVII secolo, il Tamigi gelò completamente dodici volte fra il 1608 e il 1695, tanto che sul pack ghiacciato si tennero giochi e sfilate, e furono costruite baracche per piccoli commerci. Ad Amsterdam i canali si trasformarono in piste di ghiaccio. Nel corso di questo secolo, i ghiacciai alpini raggiunsero la loro massima estensione. Villaggi della Savoia e del Tirolo furono travolti dall'avanzata delle lingue glaciali, e gli abitanti di questi territori furono costretti a spostarsi altrove.

## Inverni del XVIII secolo, il gelido gennaio 1709
Finalmente a partire dai primi anni del Settecento possiamo trovare numerosi dati di prime stazioni amatoriali, diventate col tempo ufficiali, proprio in concomitanza di quello che, secondo gli studiosi, è considerato in Europa l'Inverno in assoluto più freddo di tutta l'epoca moderna e contemporanea, quello in cui probabilmente si raggiunsero i picchi più bassi in parecchie zone del continente e quello che severamente colpì in particolar modo l'Europa centrale, la Francia e l'Italia, il 1708-1709.
Ad onor del vero, gran parte del gelo eccezionale si concentrò nel solo mese di gennaio, e nemmeno per tutto il mese, ma fu talmente forte ed esteso da condizionare la media climatica di tutto il trimestre (che non fu comunque mite, anzi); basti pensare che la media di gennaio a Berlino fu di -13,2 °C, ovvero circa 12 °C sotto la media mensile e il mese ovviamente più freddo di tutta la sua storia, almeno dal 1700 in poi. La capitale tedesca registrò un minimo di -29,4 °C quel mese, con svariate minime sotto i -25 °C e massime sotto i -20 °C.

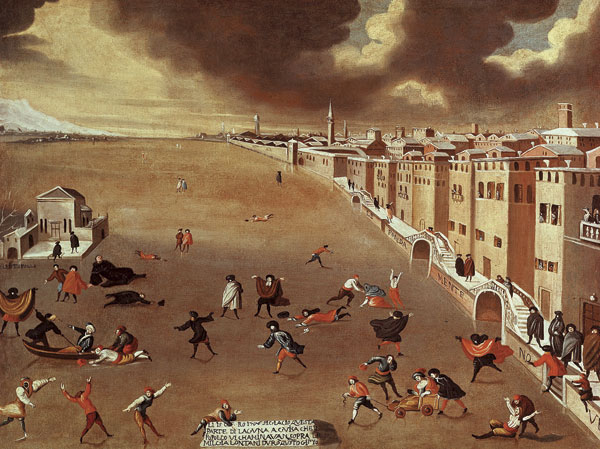
Dipinto di Gabriele Bella che raffigura la laguna di Venezia ghiacciata durante l'ondata di gelo dell'inverno 1709

Il gelo fu più che eccezionale: iniziò la notte dell'Epifania, gelarono in poche ore tutti i fiumi, laghi, pozzi (gelata completa del lago di Garda, unica volta nella sua storia), in una situazione barica probabilmente che vedeva un anticiclone termico russo estesissimo fin verso la Francia e Spagna, con i nuclei gelidi più intensi in discesa proprio verso la Germania e l'Italia (probabilmente questa volta fu meno colpito il Regno Unito visto l'asse più meridionale dell'anticiclone, anche se quasi nessuna zona fu risparmiata): la cronaca di quei giorni parla di gelo eccezionale a Parigi, col termometro sceso fino a -23,1 °C, tutti i grandi fiumi dell'Europa Centro-Occidentale riuscirono a gelare, addirittura riuscì a gelare la foce del fiume Tago a Lisbona; gelarono tutti i grandi porti come Barcellona, Marsiglia, Genova, Venezia, addirittura il mare riuscì a gelare fino a Livorno, si seccarono tutte le piante di ulivo, tutti i vigneti e gli agrumi andarono persi.
A Venezia la temperatura scese fino a -17,5 °C (per rendere l'idea, la successiva temperatura più bassa mai registrata sono i -13,6 °C del gennaio 1963), in Pianura Padana una dubbia misurazione di -36 °C a Faenza lascia presumere che le temperature minime si siano spinte sotto o intorno ai -30 °C per svariati giorni; si ebbero numerose nevicate a Roma e Napoli dal 6 fino al 24 gennaio, periodo in cui l'entrata di una perturbazione atlantica fece cadere oltre un metro e mezzo di neve in Pianura Padana.
Il freddo tornò a più riprese a febbraio e a marzo (record di minime sottozero per marzo a Berlino quel mese), nuova neve venne segnalata in pianura ad aprile, e addirittura fino ai primi di luglio in Baviera.
Il 1º maggio 1714 si ha un'eccezionale nevicata (sebbene senza accumulo) nella città di Torino. Si tratta della nevicata più tardiva mai documentata nel capoluogo piemontese.
Un'altra nevicata eccezionalmente tardiva si è verificata il 28 maggio 1723, quando si è verificata una fioccata a Tagliacozzo, riconosciuta come la più tardiva della storia per la cittadina.
Dopo una relativa pausa degli inverni freddi (con un accenno al 1715-1716, molto freddo, neve nuovamente abbondante a Roma) arrivò un'altra invernata fra le più terribili del secolo, il 1739-1740: il freddo colpì tutto il continente in varie fasi, anche in questo caso comunque la situazione barica vedevi Alte in Europa centro-occidentale e Basse sul Mediterraneo centrale (con neve fin sulle coste italiane a più riprese); si dice, in alcuni racconti, che gli uccelli morivano stecchiti per terra mentre erano in volo; freddo fortissimo in Belgio e di nuovo in Inghilterra, con le ormai consuete fiere a Londra sul Tamigi ghiacciato, che fece segnare una temperatura record di -22,0 °C. Berlino registrò un bimestre gennaio-febbraio con una temperatura media di -7,9 °C, fra le più basse di sempre.
Successivamente, si evidenzia il gennaio 1744, che in Sicilia fu uno dei mesi più nevosi degli ultimi secoli (a Palermo circa mezzo metro di neve (misura non solo mai più raggiunta, ma nemmeno avvicinata), e una tripletta consecutiva di inverni molto freddi e nevosi nell'area mediterranea: 1752-1753, 1753-1754, 1754-1755, di cui va segnalato il gennaio 1755, a cui appartengono diversi record secolari sull'Europa orientale.
Altro inverno freddo il 1766-1767, in particolar modo il mese di gennaio; da quest'invernata in poi, ricomincia un nuovo periodo di frequente freddo intenso invernale, che si protrarrà fino alla fine della Piccola Era Glaciale; dopo una relativa pausa ad inizio Settecento, si segnala infatti una nuova avanzata dei ghiacciai alpini verso quote più basse di quelle consuete. Vanno citati i seguenti inverni:
- 1775-1776 (nuovamente gelido in Inghilterra)
- 1783-1784 (gelarono tutti i grandi fiumi inglesi)
- 1784-1785 (il freddo in Europa iniziò dai primi di ottobre e si protrasse fino a metà aprile, si trattò quindi di una delle invernate più lunghe di sempre).

Di quel periodo particolarmente freddo verrà anche ricordato il mese di marzo 1785, probabilmente il più freddo dei tempi moderni: a Berlino si raggiunsero i -4,4 °C; esso risultò molto più freddo del precedente trimestre invernale e addirittura è a questo mese che appartiene il record di freddo assoluto annuale di Praga, con -27,6 °C.
Pochi anni più tardi, nel 1788, il dicembre risulta il più freddo - insieme a quello del 1879 - dell'ultimo millennio; a Londra la temperatura crollò fino a -21 °C già a fine novembre, anche a Parigi si misurò lo stesso valore; in Italia il gelo e la neve arrivarono a raggiungere i massimi effetti alla fine di dicembre, ove nevicò a Roma per quattro giorni, e a Napoli, fra il 28 e il 30 del mese, si ebbe un'abbondantissima nevicata (circa 40 cm al porto).
Altro mese da citare sul finire del XVIII secolo, il gennaio 1795, che fu freddissimo in Italia e nuovamente in Inghilterra (con conseguente ennesima gelata del Tamigi, iniziata circa nel Natale 1794 e protrattasi fino al mese di marzo; forse è stata la gelata più duratura della storia del fiume londinese).
Freddissimo fu, in Europa centro-orientale, anche il 1798-1799 (media di gennaio a Praga di -12,2 °C).

## Inverni del XIX secolo e la fine della Piccola era glaciale
Sono molte le invernate da elencare per quanto riguarda questo secolo; inoltre, avendo a disposizione dati migliori per quantità e affidabilità, si può tracciare un resoconto più dettagliato degli episodi più rilevanti del periodo.
- 1808-1809 (gelo intenso e forti nevicate al Nord Italia a cavallo tra i due anni)
- 1811-1812 (gelo completo del Po durante il mese di gennaio)
- 1812-1813 (freddissimo dicembre in Europa)
- 1813-1814 (febbraio fra i più freddi della storia in Italia, a gennaio il Tamigi parzialmente gelò; da allora, il Tamigi non è più gelato)
- 1822-1823 (il mese di gennaio è tremendo in mezza Europa, il secondo mese più freddo in assoluto a Berlino con una media di -11,6 °C)
- 1828-1829 (gran gelo tra febbraio e marzo al Sud Italia).

Il 1829-1830 è l'inverno più freddo per quanto riguarda questo secolo (sulle Alpi addirittura freddo quanto il 1708/1709) ed è celebre per la neve, caduta copiosissima in Pianura Padana, specialmente a Bologna, dove si accumularono complessivamente oltre due metri di manto bianco (ci sono disegni dell'epoca con la città praticamente sepolta).
Successivamente, vanno citati i seguenti anni:
- 1837-1838 (gennaio estremamente freddo in Germania: -10,0 °C la media mensile di Berlino)
- 1840-1841 (severa ondata di gelo in febbraio nell'Europa occidentale)
- 1844-1845 (marzo gelidissimo in tutta Europa, uno dei più freddi della storia. A Modena, inoltre, caddero 209 cm di neve nel solo mese di dicembre)
- 1847-1848 (di nuovo gennaio freddo in Europa)
- 1849-1850 (neve abbondante a Roma e Napoli).

Particolarmente gelido il 1857-1858, il trimestre in cui Bologna segnò ben 88 temperature minime consecutive sotto lo zero, e che appunto risultò freddo praticamente senza sosta, in Italia è stato come media termica uno dei più freddi di sempre. Da annotare poi il gennaio 1864, che risulterà in Italia portatore di un freddo non comune, addirittura fra i cinque più intensi e duraturi, a livello mensile, dal 1800 ad oggi. Un'altra citazione va al 1879-1880, e principalmente al mese di dicembre 1879, che è forse stato quello più gelido di tutta la serie europea, addirittura, in zone come la Francia, il mese più freddo in assoluto, e forse anche più rigido del gennaio 1709; Parigi ha il suo record di -25,6 °C, stabilito nei primi giorni di dicembre (la media della capitale francese fu di -7,9 °C quel mese, praticamente 13 °C sotto media), le temperature scesero fino a -28 °C/-30 °C nei sobborghi della città; il freddo fu estremo, comunque, in quasi tutta l'Europa: Roma, in particolare, ebbe una media mensile di +4,3 °C per quel mese, ovvero oltre 5 °C sotto media, mentre Milano sperimentò circa 6 °C di anomalia negativa.
Freddo in Europa anche il gennaio 1881, poi, dopo una breve pausa, l'ultimo decennio dell'Ottocento presentò una serie di inverni freddissimi da zona a zona, come il 1890-1891, che in particolar modo in Italia fu nevosissimo (uno dei più freddi di sempre al Centro-Sud e nelle zone balcaniche). Per quanto riguarda il Nord Italia, inoltre, vanno citate le ingenti nevicate in Piemonte del febbraio 1875, gennaio 1876, dell'inverno 1882-1883 e del febbraio 1888.
Solo due anni dopo, si annovera come estremo il gennaio 1893, il quale è stato uno dei mesi più freddi del secolo non solo in Europa, ma in tutto l'emisfero Nord, sono centinaia infatti i record assoluti battuti in questo mese in diverse aree del pianeta; è il mese dove Berlino conserva il suo record di freddo assoluto annuale, di -31,9 °C. Il gelo fu forte anche in Italia.
L'ultimo evento significativo del secolo riguarda il febbraio 1895 che, oltre ad esser stato come al solito gelido su Europa centrale e orientale (fra i febbraio più freddi del XIX secolo), vanta di nuovo nevicate eccezionali al Sud Italia, in Sicilia, Roma e Napoli.

## I grandi eventi freddi del Novecento
Nonostante la Piccola era glaciale fosse ormai alle spalle e stesse lasciando inesorabilmente il posto ad un lento aumento delle temperature medie (con conseguente ritiro dei ghiacciai alpini), il XX secolo riuscì comunque a portare eventi freddi sparsi, anche se via via sempre più locali, con picchi freddi in certi casi non inferiori a quelli che si erano avuti durante i secoli precedenti.
Degni di nota furono il febbraio 1901 (grandi nevicate a Roma) e successivamente l'inverno 1904-1905, che fu uno dei più freddi del secolo al Sud Italia (oltre che uno dei più nevosi, soprattutto in Sicilia).
Da lì in poi sembra esserci una pausa, tuttavia i mesi di gennaio 1907 e febbraio 1909 risultarono molto freddi in Europa orientale; questa pausa spalancò però le porte, 20 anni dopo, all'inverno 1928-1929, celebre per il suo mese di febbraio straordinariamente freddo in gran parte dell'Europa, in particolar modo in Europa centrale, orientale e nel Nordest italiano; basti pensare che è stato il mese più freddo delle serie (avviata dal 1775) di Praga, con una media di -13,7 °C.
Ad eccezione del gennaio 1935 (mese fra i più freddi di ogni epoca in Ucraina, Spagna e Nord Africa, in quell'occasione si registrò l'ancora imbattuto record di freddo per il continente nero, -23,9 °C ad Ifrane sui monti di Atlante, oltretutto mese notevole per la neve in Sardegna), gli anni trenta videro una nuova pausa per quanto riguarda invernate particolarmente rigide, prima che toccasse ad un decennio per il quale forse non si è contato neanche un inverno che non sia stato quanto meno rigido, ma che tuttavia manca di alcuni dati di diverse città, a causa della seconda guerra mondiale imperversante in quegli anni; nonostante ciò, è stato spesso raccolto un buon numero di dati significativi.
Il 1939-1940 portò un fine dicembre 1939 freddissimo, con neve storica a Roma e Napoli, (treni paralizzati dalla neve) e un mese di gennaio 1940 che, per quanto riguarda zone come la Germania e la Russia, apparve molto simile alle invernate in piena Piccola era glaciale: è in questo mese che Mosca segnò il suo record di freddo assoluto, con -42,2 °C.
Il 1940-1941 è ricordato per il mese di dicembre, che fu il più rigido, come temperatura media, del XX secolo in molte aree d'Europa (soprattutto in Italia).
Arrivò quindi il 1941-1942, forse a livello europeo il più freddo del XX secolo, calcolando una media ponderata di diverse città europee.
Risultarono freddi anche i successivi tre inverni (soprattutto il gennaio 1945, neve a Roma e Napoli), per poi arrivare un altro inverno che viene ricordato come fra i più freddi del secolo al Nord Italia e in Inghilterra, il 1946-1947; molto freddo anche il mese di marzo 1949, con una delle ultime nevicate serie al piano in Sicilia, eccezionali per il contesto primaverile nel quale si verificarono.
Durante tutti gli anni quaranta le estati, in controtendenza, risultarono molto calde.
Una veloce ondata di gelo colpì il Mediterraneo nel gennaio 1954 (mese eccezionale in Spagna), ultimo episodio ragguardevole prima dello storico febbraio 1956.
Oltre a una "banca" dati e di stazioni ormai più che sufficiente, da questo periodo in poi si ebbero a disposizione anche mappe bariche e termiche per tutte le quote; quelle appunto del grande freddo del 1956, mostrano una severa ondata di gelo che come modalità ed estensione, oltre che durata, fu la più violenta di tutto il secolo scorso, eccezion fatta per quella del febbraio 1929: i mesi di dicembre 1955 e gennaio 1956 risultarono addirittura caldi, ma nei primi giorni di febbraio 1956 tutto cambiò: il gelo scese dal Nord della Russia, e un bacino gelido con un cuore di -28 °C a 850 hPa (circa 1 450 metri) iniziò la sua corsa, raggirando le Alpi, portando una massa di aria gelida e nevosa su tutto il Mediterraneo di eccezionale intensità.
Nevicò per più giorni a Roma, Napoli, Palermo e quasi ovunque in Italia; Torino Caselle crollò a -21,8 °C, suo record mai più raggiunto; record assoluto anche per Milano Linate, con -15,6 °C, e Trieste, con -14,1 °C.
Gli Appennini furono seppelliti da metri di neve, la neve tornò anche nel mese di marzo (dove nevicò di nuovo a Roma e Napoli in modo abbondante), e nel mese di giugno, dove si ricorda una nevicata tardiva quasi nel centro di Trento.
Eccezionale al centro-sud Italia fu anche l'ondata di freddo tra il 30 novembre e il 2 dicembre 1957. In quell'occasione la neve cadde con accumulo molto precocemente, soprattutto in Puglia. A Bari sono caduti 15 cm. Freddo eccezionale anche a Messina, Palermo Boccadifalco e Cozzo Spadaro per la prima decade di dicembre con +1,2 °C, +0,8 °C e +1,5 °C rispettivamente.
Terribile per il raccolto del Centro-Italia fu la gelata tardiva dell'8 maggio.
Da lì in poi, si registrò un nuovo calo delle temperature medie globali, con una nuova serie di inverni freddi ed estati che tornano ad essere mediamente miti; gli anni sessanta videro inverni in Europa generalmente freddi, uno su tutti l'inverno più freddo dal Secondo Dopoguerra, il 1962-1963:
Iniziato a dicembre, proseguì con una singolare successione di espansioni dell'anticiclone termico siberiano verso l'Europa, alternato a fasi atlantiche, fino al mese di marzo, che fu in ogni caso rigido; il freddo non risparmiò nessuna zona del continente; in Inghilterra, nonostante non si ebbero le gelate del Tamigi come nei secoli precedenti, quest'inverno risultò essere non solo il più freddo del Novecento, ma fra i più freddi della storia.
Negli anni sessanta, vanno annoverati anche il febbraio 1965, molto freddo in Italia e celebre soprattutto per la nevicata più abbondante del secolo a Roma, con 40 cm di neve; molto freddi anche i mesi di gennaio 1966 (record assoluto annuale a Bologna Borgo Panigale, con -18,8 °C, e a Catania Sigonella, con -5,0 °C) e di gennaio 1968 (record assoluto annuale a Potenza, con -12,2 °C).
Gli anni settanta videro estati ancora meno calde in Europa, ma allo stesso tempo inverni leggermente più miti, ma con alcune ondate di gelo celebri, come quella tardiva del marzo 1971 (nuovamente neve a Roma e al Sud Italia), dell'aprile 1972 (quando la neve raggiunse lo spessore di 3 cm a Torino il 25 aprile) e dell'aprile 1973 (quando nevicò a Bologna il 21) e quella di fine dicembre 1978-inizio gennaio 1979, che fu eclatante in Russia (infatti nel 1979 si verificò il Capodanno più freddo della storia di Mosca); appartiene a quest'ondata di gelo la temperatura più bassa mai registrata in Europa, -58,1 °C a Ust'-Ščuger, in Russia; questa ondata di gelo arrivò in Italia in modo singolarmente repentino, con crolli termici, anche di 15 °C/20 °C, in poche ore, in particolare nei luoghi adiacenti al mare Adriatico (in quest'occasione si raggiunsero i record assoluti annuali a Lecce Galatina, con -9,4 °C, e a Pescara, con -13,2 °C, notevoli anche i -17,0 °C di Bologna Borgo Panigale). Un altro evento eccezionale fu l'improvviso arrivo prematuro del gran freddo nell'ottobre 1974: 578 mm ad Acerno (SA), oltre 400 mm su tutta l'Irpinia, oltre 200 mm a Napoli, in Calabria e sulla dorsale appenninica.
Gli anni ottanta furono di nuovo caratterizzati da molte estati molto calde, e tre invernate di fila straordinariamente fredde, prima un accenno anche al 1980-1981 che al Sud fu freddissimo e nevosissimo, in molte zone come medie termiche finali e centimetri di neve non inferiori ad altri inverni memorabili. Particolarmente colpita è stata la città di Palermo che, l'8 gennaio, ha visto la più grande nevicata del secolo. Neve sulla costa anche a Pantelleria.
I tre inverni celebri di quel decennio partono da quello che fu il mese più freddo del Dopoguerra al Centronord italiano, fautore di moltissimi nuovi record di freddo, soprattutto al Centro-Nord: il gennaio 1985. I record che l'ondata di gelo rase al suolo sono molteplici, spiccano comunque i -23,2 °C di Firenze; notevoli anche, tra gli altri, i -6,8 °C di Genova, i -19,4 °C a Brescia, i -18,4 °C a Verona, i -22,0 °C a Piacenza, i -19,0 °C a Frosinone, i -11,0 °C a Roma Ciampino, i -15,8 °C a Perugia e i -10,4 °C a Foggia Amendola. Il freddo cominciò il 6 gennaio (con la famosa nevicata dell'Epifania a Roma) e durò per quasi due settimane, prima che l'entrata di una perturbazione atlantica interessasse la Pianura Padana, portando un manto nevoso alto fra i 50 e i 90 cm, con punte ben più generose sulle aree pedemontane. Il freddo fu molto intenso e prolungato anche nel resto d'Europa, dove a differenza dell'Italia ci fu anche un febbraio molto freddo (soprattutto in Scandinavia).
Appena un anno dopo, va annoverato il febbraio 1986, che portò nuovamente copiose nevicate in Italia (ancora a Roma il 9 febbraio). Nel 1986 è da annotare anche la nevicata del giorno di Natale in alcune città del Sud Italia (ad esempio nevischio a Palermo Città, con leggeri accumuli a partire dai 100 mslm, neve a Bari, Perugia, Pescara, Brindisi e altre località del Meridione d'Italia). Un anno ancora più tardi, il gennaio 1987: in zone come Scandinavia, Paesi Baltici, Polonia, è stato fra i mesi più freddi di tutti i tempi, e all'ondata di gelo di inizio gennaio di quell'anno appartengono più della metà dei record assoluti di quelle zone; l'Italia fu solo sfiorata dal grosso del gelo, ma al Centro-Nord riuscì comunque a nevicare copiosamente a metà mese. Freddissimo anche il febbraio in Europa, prima che si registrasse il mese di marzo più freddo del secolo in Italia e zone come i Balcani: l'ondata di gelo del marzo 1987 durò oltre 15 giorni, e fu eccezionale in aree come la Puglia; proprio in Puglia, per durata e picchi, quell'ondata di freddo sarebbe risultata eccezionale anche se si fosse verificata in gennaio.
Nel dicembre 1988 la neve ha fatto la sua ricomparsa sulle coste del Sud, e oltre a Bari, Brindisi, Taranto, Palermo, Reggio Calabria, Napoli e Messina, la neve ha fatto la sua comparsa (con leggero accumulo) anche a Siracusa e soprattutto a Catania. In quest'ultima questa è stata l'ultima nevicata con accumulo fin sul porto.
Da quel momento in poi, si assistette a una nuova pausa del freddo, e gli episodi veramente gelidi e diffusi sono andati via via scomparendo in Europa, pur apparendo localmente, lasciando il posto ad invernate mediamente più calde rispetto a molte di quelle dei decenni precedenti.
Negli anni novanta, comunque, vanno citati:
- il febbraio 1991, soprattutto al Centro-Nord, che ebbe punte di -15 °C/-18 °C in Pianura Padana. Il 6 febbraio di quell'anno, nevicò a Roma in tutta la zona nord (accumulo approssimativo 3,5 cm) e sul basso Lazio, e l'evento si ripeté anche il 16 febbraio. Eccezionale ondata di freddo tardiva a metà aprile con notevoli accumuli fino a bassa quota, se non in pianura;
- l'inizio del gennaio 1993 al Centro-Sud (record assoluto di Bari, -5,9 °C);
- l'inverno 1995-1996, rigido in ambito europeo ma meno in quello italiano, va citata comunque - per quanto riguarda l'Italia - la nevicata tardivissima del 15 aprile 1995 alle porte di Roma e nel Frusinate, con accumuli anche significativi; in quell'occasione nevicò anche nel Casertano, mentre il 23 giugno successivo lo stivale viene colpito da un'eccezionale ondata proveniente dall'Artico russo come in pieno inverno, tanto da portare freddo e neve in quota in piena estate, anche a quote sostanzialmente basse sulle Alpi;
- la fine del dicembre 1996, con un'espansione molto ampia, seppur fugace, dell'anticiclone russo-siberiano su gran parte del territorio europeo, che portò effetti significativi, in termini sia di temperature che di nevosità, anche in Italia;
- tra il 20 e il 22 novembre 1998 un'intensa ondata di freddo (il Buran)[22] favorì nevicate precoci fin sulle pianure del centro-sud Italia. Nevicò in modo intenso nella Valle del Crati, dove Cosenza il 22 novembre 1998 registrò ben 10 cm di neve (si trattò della nevicata più precoce della storia)[23]. Fiocchi furono registrati anche ad Olbia sulla costa il 21, mentre Cagliari scese sotto lo zero per ben due volte (-1,8 °C il 22 e -1,0 °C il 23).[24]
- tra 30 e 31 gennaio 1999 un'intensa ondata di freddo comportò una serie di nevicate eccezionali al Centro e Sud Italia. In primo luogo una storica nevicata colpì l'Isola di Ponza, e anche con 10 cm i quartieri settentrionali di Roma. Inoltre nevicò su gran parte della fascia costiera adriatica, dalla Romagna alla Puglia. Neve anche su gran parte del litorale Ionico.[25] Neve con accumulo anche a Reggio Calabria, Palermo e Messina, nonché in gran parte della fascia tirrenica da Palermo a Messina.[26] Imbiancata anche la spiaggia di Mondello.[27] Molto colpita anche la Calabria tirrenica, con pesanti nevicate, con disagi, a Lamezia Terme e in particolare sul vibonese; qui furono particolarmente colpiti Pizzo Calabro (con un accumulo di addirittura 25–35 cm) e Tropea. Per entrambe le località probabilmente si tratta della nevicata più potente mai registrata. Neve eccezionale anche a Vibo Valentia e Vibo Marina (anche se questo evento verrà successivamente superato dalla nevicata del 9 febbraio 2015). Neve anche nella Piana di Gioia Tauro, in particolare a Palmi, dove nevicò addirittura anche al Lido con accumulo. Invece rovesci nevosi misti a gragnola e neve tonda nelle altre aree della Piana.[28][29][30][31]

## Gli eventi freddi principali del Duemila
Nel XXI secolo si è assistito ad una ripresa degli eventi freddi, in particolar modo in ambito europeo e in Italia settentrionale. Per quanto riguarda invece l'Europa Meridionale e il Nord Africa, gli eventi sono aumentati notevolmente nel secondo decennio di questo secolo, portando nevicate e ondate di freddo eccezionali che in alcuni casi non si vedevano da un secolo in Europa Meridionale.
- Nel dicembre 2000 si è registrata una rara nevicata nel giorno di Natale nel nord-ovest italiano fino in pianura. Nella notte di Natale Milano venne imbiancata da 20 cm di neve; neve con accumulo anche a Torino, Novara, Alessandria e Asti. A Milano in particolare si è trattato della prima nevicata nel giorno di Natale dal 1963.[32][33]
- tra il 14 e il 15 aprile 2001 un'ondata di freddo ha portato a gelate e nevicate fin in pianura soprattutto al centro-nord Italia e l'Adriatico fino alla Puglia. Neve a Viterbo, Bologna, Perugia, nel Gargano e fino alla periferia di Roma.[34][35][36][37] Una seconda ondata di freddo colpisce l'Italia il 21 e 22 aprile 2001, quando la neve raggiunse le colline di Abruzzo e Sardegna e nevicò fin sotto i 1000 metri anche in Sicilia e Calabria.[38]
- i primi di giugno 2001 l'Italia è stata investita da un'intensa ondata di freddo per il periodo. In particolare il 4 giugno 2001 si è registrata una gelata a Vezzolano con una temperatura minima di -0,2 °C. La stazione meteorologica di Trieste Istituto di Scienze Marine il 3 giugno con una minima di +8,3 °C ha registrato la più bassa temperatura per giugno almeno dal 1874.[39][40]
- Il dicembre 2001, con il famoso Blizzard di Santa Lucia a metà mese e le storiche nevicate tra 17 e 18 dicembre in Puglia (con 20 cm di neve a Lecce e neve con accumulo anche a Brindisi, Taranto, Santa Maria di Leuca e Bari)[41][42][43], e il gennaio 2002, inverno in cui gelarono per più giorni gran parte della Laguna Veneta, alcuni tratti fluviali del Nord Italia e laghi a bassa quota come il Trasimeno; importante nevicata in tutto il Frusinate nei giorni 15 e 16 gennaio, con accumuli di diverse decine di centimetri, l'ultima occasione in cui si è osservata la durata del manto nevoso di ben otto giorni in pianura in questa provincia;
- persino tra il 7 e l'8 aprile 2003 si verificò un evento che sarebbe stato eclatante anche in pieno inverno: nevicate lungo la costa adriatica da Rimini a Lecce, oltre che a Cosenza. Il record fu Termoli con ben 30 cm di neve accumulati. Imbiancate anche le basse colline e le pianure del sud, record a Potenza, anche qui con un accumulo di circa 30 cm. Numerosi i disagi persino all'Aeroporto di Bari-Palese.
- i mesi di febbraio 2003 e 2005, che come medie termiche finali, furono fra i più freddi del cinquantennio in alcune aree del centro-sud italiano. Nella notte tra il 27 e il 28 gennaio 2005, 2 cm di neve a Roma. Si ebbero grandi nevicate in Friuli-Venezia Giulia;
- a fine gennaio 2004 sia l'Europa che gli Stati Uniti d'America furono colpiti da freddo e neve, specie Palermo che raggiunse -6° ad 850 hPa, nonché i -16° a 850 hPa registrati tra Serbia e Montenegro; già il mese di dicembre era stato uno dei più gelidi in 100 anni.[44] Il 25 gennaio Praga registra la temperatura minima più bassa per un 25 gennaio dal 1775, con -19,0 °C.
- Nel febbraio 2004 una straordinaria ondata di freddo colpisce la Grecia Meridionale, portando nevicate diffuse in tutta l'area costiera meridionale dello stato, e una temperatura minima assoluta di -3,4 °C ad Atene il 13 febbraio, che ha fatto registrare il valore più basso da quando esistono le rilevazioni. A Tripolis la temperatura ha raggiunto i -7 °C. Sempre il 13 febbraio il radiosondaggio ha raggiunto i -13,3 °C, che è il record assoluto.[45]
- il marzo 2005, con diversi record mensili battuti, soprattutto in Italia; il 1º marzo 2005 nevicò abbondantemente sulle colline di Napoli, a media-bassa quota in Calabria e con ingenti accumuli sulle coste adriatiche. Tra 1 e 2 marzo le temperature scesero diffusamente tra -12 e -14 °C nelle campagne piemontesi con una punta eccezionale di -15,0 °C a Castelletto d’Orba (AL). Si misurarono anche -9,4 °C ad Asti e -13,5 °C a Castell’Alfero (AT). Valmenera, in provincia di Belluno, a 950 metri di quota, la temperatura raggiunse i -35,4 °C, Asiago ha registrato -27 °C. Il 3 marzo una nuova perturbazione colpisce l'Italia, soprattutto settentrionale, facendo cadere 30 cm a Genova; nevicò con abbondanza su Milano e su gran parte della Lombardia, sulle pianure dell’Emilia, sul Piemonte, sul nord della Toscana, con accumuli importanti su Lucca, con rovesci fin sulla Versilia; nevicò in Veneto imbiancando Verona, Venezia, Rovigo, 20 cm caddero su Belluno, almeno 10 su Udine. Eccezionale il dato di Ovada, nella pianura alessandrina, con 50 cm di neve (si tratta di un record per marzo; i dati partono dal 1914).[46] Le temperature sulle Alpi raggiunsero picchi di -23 °C a Dobbiaco e al Passo Resia, -22 °C al Passo Rolle, in Appennino -20 °C al Cimone, -16 °C al Terminillo. +0,5 °C di media si registrarono il giorno 2, quando in pianura o a bassa quota si scese a -12 °C a Piacenza e Ronchi dei Legionari, a -11 °C a Novara e al Passo dei Giovi, a -10 °C a Torino, Verona, Vicenza ed Arezzo. Il 1º marzo la temperatura media in Italia ha raggiunto la soglia di -0,5 °C, un record per il mese di marzo. Il 3, il giorno delle grandi nevicate, si salì a +1,8 °C poi, come spesso accade successivamente alle nevicate al Nord Italia, subentrò una fase di addolcimento, prima di una nuova recrudescenza invernale tra i giorni 7 e 8.[47] Freddo e neve eccezionali anche in Europa Centrale.[48] In generale i record di freddo battuti sono stati questi:

| Località                           | Temperatura minima assoluta       | Data     | Data inizio rilevamenti |
| ---------------------------------- | --------------------------------- | -------- | ----------------------- |
| Arezzo                             | -8,9 °C                           | 2 marzo  | 1879                    |
| Livorno                            | -4,8 °C                           | 1º marzo | 1856                    |
| Mantova                            | -7,3 °C                           | 2 marzo  | 1828                    |
| Voghera                            | -11,3 °C                          | 2 marzo  | 1875                    |
| Albenga Villanova                  | -8,0 °C                           | 2 marzo  | 1922                    |
| Verona                             | -10,4 °C (eguagliato il 5/3/1949) | 2 marzo  | 1946                    |
| Udine                              | -10,0 °C                          | 1º marzo | 1969                    |
| Ronchi dei Legionari               | -11,8 °C                          | 2 marzo  | 1967                    |
| Trieste Porto                      | -6,4 °C                           | 1º marzo | 1919                    |
| Treviso Sant'Angelo                | -8,0 °C                           | 1º marzo | 1936                    |
| Vicenza                            | -10,0 °C                          | 2 marzo  | 1913                    |
| Volano                             | -9,1 °C                           | 2 marzo  | 1986                    |
| Capo Frasca                        | -0,8 °C                           | 2 marzo  | 1962                    |
| Brescia                            | -9,3 °C                           | 2 marzo  | 1925                    |
| Bolzano                            | -10,7 °C                          | 1º marzo | 1929                    |
| Bologna Borgo Panigale             | -9,7 °C                           | 1º marzo | 1933                    |
| Bergamo                            | -7,7 °C                           | 2 marzo  | 1937                    |
| Monte Cimone                       | -21,0 °C                          | 1º marzo | 1882                    |
| Forlì                              | -10,5 °C                          | 1º marzo | 1938                    |
| Ferrara                            | -7,6 °C                           | 2 marzo  | 1927                    |
| San Valentino alla Muta            | -22,6 °C                          | 1º marzo | 1951                    |
| San Pietro Capofiume               | -10,3 °C                          | 2 marzo  | 1985                    |
| Capannori-San Pietro a Marcigliano | -7,4 °C                           | 2 marzo  | 1993                    |
| Rolo                               | -9,2 °C                           | 2 marzo  | 1985                    |
| Ravenna                            | -5,4 °C                           | 2 marzo  | 1947                    |
| Pontelagoscuro                     | -7,0 °C                           | 2 marzo  | 1999                    |
| Piacenza San Damiano               | -12,6 °C                          | 1º marzo | 1916                    |
| Passo dei Giovi                    | -10,8 °C                          | 2 marzo  | 1931                    |
| Parma                              | -11,0 °C                          | 1º marzo | 1929                    |
| Spa La Sauveniere                  | -13,7 °C                          | 1º marzo | 1950                    |
| Gospic                             | -23,6 °C                          | 2 marzo  | 1901                    |
| Ogulin                             | -20,4 °C                          | 2 marzo  | 1949                    |
| Besançon                           | -14,0 °C                          | 1º marzo | 1884                    |
| Biarritz Anglet                    | -7,2 °C                           | 1º marzo | 1931                    |
| Bourges Aerodrome                  | -11,3 °C                          | 1º marzo | 1945                    |
| Carcassonne Salvaza                | -7,5 °C                           | 1º marzo | 1948                    |
| Ile d'Oleron Chassiron             | -5,2 °C                           | 1º marzo | 1917                    |
| Île-d’Yeu-Saint Sauveur            | -7,1 °C                           | 1º marzo | 1895                    |
| La Rochelle                        | -6,6 °C                           | 1º marzo | 1931                    |
| Limoges Bellegarde                 | -9,6 °C                           | 1º marzo | 1973                    |
| Lione                              | -9,6 °C                           | 1º marzo | 1975                    |
| Metz                               | -15,3 °C                          | 1º marzo | 1941                    |
| Mont-de-Marsan Base Aérienne       | -11,5 °C                          | 1º marzo | 1945                    |
| Montelimar                         | -7,4 °C                           | 2 marzo  | 1920                    |
| Nantes                             | -9,6 °C                           | 1º marzo | 1945                    |
| Nimes                              | -6,8 °C                           | 2 marzo  | 1920                    |
| Parigi Orly                        | -9,4 °C                           | 1º marzo | 1921                    |
| Rennes                             | -7,3 °C                           | 1º marzo | 1925                    |
| Tolosa                             | -8,4 °C                           | 1º marzo | 1947                    |
| Tolosa Francazal                   | -7,4 °C                           | 1º marzo | 1927                    |
| Vichy                              | -7,4 °C                           | 1º marzo | 1927                    |
| Augsburg                           | -24,2 °C                          | 1º marzo | 1941                    |
| Monaco Istituto Meteorologico      | -13,9 °C                          | 1º marzo | 1982                    |
| Monaco Riem                        | -24,0 °C                          | 1º marzo | 1939                    |
| Nurnberg                           | -18,3 °C                          | 1º marzo | 1931                    |
| Oberstdorf                         | -25,3 °C                          | 1º marzo | 1936                    |
| Stoccarda                          | -18,6 °C                          | 1º marzo | 1941                    |
| Stoccarda Schnarrenberg            | -14,6 °C                          | 1º marzo | 1958                    |
| Trier Petrisberg                   | -13,9 °C                          | 1º marzo | 1931                    |
| Wurzburg                           | -16,2 °C                          | 2 marzo  | 1931                    |
| Lazaropole                         | -18,5 °C                          | 11 marzo | 1949                    |
| Amsterdam                          | -16,7 °C                          | 4 marzo  | 1949                    |
| De Bilt                            | -14,4 °C                          | 4 marzo  | 1901                    |
| Eelde                              | -18,4 °C                          | 4 marzo  | 1906                    |

- nella terza decade del novembre 2005 la neve cadde in pianura al centro-nord Italia, in particolare nei giorni: 25 (con 1 cm a Milano e 3 cm a Pistoia), 26 (con 15 cm a Bologna, 19 cm a Modena, 8 cm a Brescia, 15 cm a Vicenza, 3,5 cm a Pavia e alcuni centimetri a Genova, con disagi all'aeroporto)[115][116] e 29 novembre (con 10 cm a Pavia e altre nevicate in pianura al nord)[117][118].
- l'inverno 2005-2006, che limitò il suo maggiore gelo in Russia (a Mosca si è scesi sotto i -30 °C dopo quasi 20 anni, dal gennaio 1987), fu freddo anche in Italia con medie invernali di molto inferiori a quelle delle annate precedenti e col freddo da fine novembre a metà marzo. Spiccò una nevicata alla fine di gennaio 2006, foriera di 50–80 cm di manto bianco su gran parte del Nord Italia, specialmente sul Nord-Ovest. Altra ondata di freddo particolarmente intensa si è registrata tra il 6 e l'8 febbraio 2006 quando la neve cadde fino in pianura e sulle coste del Sud Italia (neve a Taranto, Messina, Reggio Calabria e soprattutto a Taormina).[119][120][121][122] Il marzo 2006 è stato contraddistinto da due ondate di freddo che hanno portato in un primo tempo la neve al Sud (anche fin sulle coste, come successe nella Locride)[123] e un altro intorno all'11 e 12 del mese al nord-est.[124] Un'ulteriore ondata di freddo tardiva si registrò persino tra l'1 e il 2 giugno, con neve fino a quote basse sulle Alpi ed oltre mezzo metro sul Monte Cusna, dove si poté sciare in un periodo insolito; il 2 giugno la neve imbiancò anche il Gennargentu fino ai 1400 mslm, mentre in cima Bruncuspina (1829 mslm) ci fu una vera e propria nevicata, anche con accumulo.[125][126]
- tra il 2 e il 4 novembre 2006 un'intensa ondata di freddo (per il periodo) ha portato nevicate eccezionali fin sulle coste della Puglia. Il 3 novembre nevicò a Putignano, Martina Franca, Lecce e Bari (sebbene in queste ultime due si sia trattato solo di nevischio), nonché nelle loro provincie. Si tratta delle nevicate più precoci che si ricordino in queste zone. Il 4 novembre con il rasserenarsi del cielo, le temperature minime subirono una forte diminuzione e così si raggiunsero minime ragguardevoli, se non record per la prima decade di novembre, con -1,4 °C a Lecce Galatina, +0,3 °C a Lamezia Terme, +1,9 °C a Catania e addirittura +4,0 °C a Trapani. Freddo intenso anche in Sardegna con +0,8 °C ad Olbia e picchi fino a -5 °C nelle valli interne.[127] Si trattò dell'unico vero evento freddo della stagione invernale 2006-2007.
- il dicembre 2007, in cui nonostante un inverno in generale non particolarmente freddo, si registrò un'improvvisa ondata di gelo che interessò particolarmente la Calabria tirrenica, portando fino a 40 cm di neve a Cosenza[128];
- a metà febbraio 2008 si registrarono diversi record di freddo al Sud, in particolare a Palermo dove si superò il valore minimo del febbraio 1956 ed a Trapani dove fu rilevata la prima temperatura sottozero mai registrata;
- tra il 24 e il 28 novembre 2008 due ondate di freddo portarono diffuse nevicate fin in pianura al Nord Italia. Neve con accumulo in tutto il Triveneto il 24 novembre con accumuli dai 2 cm ai 12 cm in città come Udine (5 cm in città, fino a 15 cm nelle colline a nord), Pordenone (qui gli accumuli furono scarsi), Trento, Padova e Rovereto.[129] Nel Tarvisiano punte fino a 40 cm. Sempre il 24 nevicava a tratti in alcune città della Val Padana come Parma e Modena[130]. Il 25 novembre nevicò invece a Genova. Ma le nevicate più intense si registrarono il 28 novembre con 15 cm a Pavia, fino a 20 cm nelle provincie di Parma, Modena e Bologna. Accumuli eccezionali invece tra milanese, basso Piemonte e vercellese con 42 cm a Cuneo (superato il precedente record del 27 novembre 1919 con 31 cm, la serie storica comincia nel 1901), 15 cm a Vercelli (superato il precedente record di 10 cm del 28 novembre 1947, la serie storica parte dal 1932), tra 5 cm e 15 cm, a seconda dei quartieri, a Milano (è il maggiore accumulo nevoso per novembre dal 1920 quando a Milano Brera ci furono 14 cm). Nel basso Piemonte probabilmente è la nevicata più intensa registrata a novembre dal 1895.[131][132][133]
- il gennaio 2009, con 40–45 cm di neve a Torino e provincia, ma molto nevoso anche a Milano (40 cm) e in tutto il Nord Italia, con accumuli rilevanti in tre giorni di nevicate ininterrotte;
- metà febbraio 2009, con nevicate fitte fin sulle coste adriatiche, imbiancata anche Bari; nevischio e pioggia mista a neve anche a Palermo, Messina e Reggio Calabria con accumuli oltre i 100 mslm.[134][135][136]
- nella seconda parte del dicembre 2009, dove un'ondata di gelo durata dal 14 al 22 dicembre, e che interessò principalmente il Nord Italia, provocò nevicate anche forti tra il 18 ed il 19 su tutto il Nord (soprattutto il 19 tra Veneto, Friuli, Venezia Giulia - con blizzard a Trieste a causa della Bora, Emilia-Romagna), con temperature comprese fra -4 °C e -1 °C; sulla Riviera Romagnola durante tutto il giorno 20 dicembre, la temperatura rimase stabile sui -10 °C, e quel giorno, un gelo eccezionale fece segnare i record mensili (come a Verona Villafranca, Venezia Tessera, Treviso Istrana, Torino Caselle) o assoluti (come a Udine Rivolto e a Ronchi dei Legionari) di diverse stazioni dell'Aeronautica Militare, con una punta non validata di -19,8 °C a Udine Rivolto (-18 °C il record validato); il giorno 21 nevicò con accumuli notevoli su gran parte del Nord Italia; questo evento nevoso fu seguito da un notevole gelicidio tra il giorno 21 ed il giorno 22, causato dal repentino aumento termico alle quote medio-alte, e da un aumento molto più contenuto delle temperature al suolo, dovuto all'azione dello scirocco) che colpì soprattutto la bassa Pianura Padana, ma anche Genova; tranne la costa ligure, quasi tutto il Nord Italia fece segnare una giornata di ghiaccio (massima giornaliera inferiore a 0 °C) sia il 19 che il 20 dicembre, e in gran parte del Nord anche il 18 e il 21 dicembre, gelo che in alcune località si protrasse fino al 22 dicembre compreso. A Mosca la punta minima di -29 °C, con alcune giornate sempre sotto i -20 °C, ha rappresentato l'ondata di freddo più forte per il mese di dicembre dal 1941. Nevicate talvolta eccezionali e gelo intenso colpirono per alcuni giorni la quasi totalità d'Europa, con l'eccezione del Sud Italia (soprattutto la Puglia) e i Balcani meridionali;
- l'inverno 2009-2010, che risulta essere stato, in Inghilterra e Galles, il più freddo inverno dopo l'annata 1978-1979; in Irlanda e Scozia, addirittura fu il più freddo dal 1962-1963; in Scozia appunto, esso risulterà appunto alla pari con tale storico inverno come il più freddo dall'inizio delle misurazioni, risalente al 1914; gelate e nevicate proseguirono, sempre in area britannica, a marzo ed aprile, e perfino a maggio in talune aree (neve a Newcastle ed alle Isole Orcadi e Shetland al 10-12 del mese, gelate in tutto il Regno Unito);
- l'inverno 2009-2010 risulta essere stato, per le basse pianure veneto-friulane ed emiliane, nonché per il Basso Piemonte, probabilmente uno degli inverni più nevosi degli ultimi cento anni, con nevicate da metà dicembre a metà marzo: se a Treviso con 51 cm si ha l'inverno più nevoso almeno dal 1960, come anche a Venezia - e principalmente nel Veneziano orientale - dove si ebbe un accumulo complessivo di 60 cm, sulla pianura forlivese accumuli attorno ai 70–100 cm di neve mentre l'osservatorio civico di Modena registra la stagione con il maggior accumulo nevoso dopo l'inverno, registrando 114 cm; inoltre a Cuneo, con 277 cm, si deve risalire addirittura all'inverno 1916-1917 per trovare accumuli maggiori; appare inoltre verosimile, ma non ufficiale il dato di Urbino, con 205 cm tra il dicembre 2009 e il febbraio 2010, diversamente dalle alte pianure veneto-friulane, dove gli accumuli furono in molti casi sotto la norma, in generale compresi fra i 5 e i 20 cm. L'inverno 2009-2010 è anche ricordato per la storica nevicata a Roma e basso Lazio (tra cui Formia e Gaeta) in genere del 12 febbraio 2010, nella quale Roma, così come molte altre città del Centrosud, fu investita in pieno da un nucleo di aria di estrazione artica sceso repentinamente dalla Scandinavia; la capitale italiana, in quest'occasione, fu appunto coperta da 6 cm di neve;
- tra il 26 e il 28 novembre 2010 la neve raggiunge le pianure del Nord Italia. Il 26 novembre la neve ha raggiunto Milano e la maggior parte della pianura lombarda (sia pure con leggero accumulo), ma cadde anche su tutta la Brianza, il varesotto, il bergamasco e la zona di Brescia. Neve a Pavia con un accumulo di 3 cm. Ma la zona più colpita fu il nord-est Italiano, soprattutto la pianura veneta e friulana. Infatti tra vicentino, padovano e trevigiano si sono contati fino a 10 cm di neve in pianura. La neve arrivò anche alle porte di Venezia, con i fiocchi segnalati a Mestre e Portogruaro.[137][138] Una seconda nevicata ha interessato soprattutto il basso pavese, l'Oltrepò e la pianura vogherese. A Pavia si ebbe 1 cm, ma in provincia la neve raggiunse anche i 7–10 cm. Più neve invece nel vogherese dove la neve ha raggiunto anche i 20 cm, mentre a Voghera città lo spessore arrivò a 12 cm.[139]
- il dicembre 2010 viene ricordato in Italia come uno dei periodi di inizio inverno più freddi e nevosi di sempre; l'apice del freddo venne toccato tra il 15 e il 17 dicembre, quando, a causa della morsa del gelo che stringeva tutta l'Italia, in una sola notte, vennero imbiancate Capri, Ischia e tutte le coste della Campania e della Calabria, nonché l'intera costa adriatica, eccezion fatta per la Puglia, dove fu imbiancato solo il Gargano. In quell'occasione, caddero in quelle aree alcune decine di centimetri di neve. Nel primo pomeriggio del 17 dicembre la neve (con accumulo di 2–3 cm) tornò a presentarsi a Roma. Così la capitale registrò un record: due nevicate (accumulo totale che sfiora i 9 cm) alla distanza eccezionalmente ridotta nel tempo di soli 10 mesi; sempre il 17 dicembre, inoltre, dal primo pomeriggio fino alla tarda sera, nevicò abbondantemente nelle aree interne del Lazio centro-meridionale. Le temperature record per quel periodo sono sicuramente i -2 °C a Capri e Ischia e i -6 °C a Roma la notte prima della nevicata. Nevicata importante anche su gran parte del Friuli-Venezia Giulia (25 cm di manto bianco a Udine);
- il marzo 2011 viene ricordato in Italia per due ondate di freddo tardive che hanno colpito dapprima il Centro-nord, con un'intensa nevicata in Romagna tra l'1 e il 2 marzo (30 cm a Forlì, 33 cm a Villagrappa, 34 cm a San Tomè, 38 cm a Castiglione)[140][141] e successivamente il centro-sud tra l'8 e il 10 marzo (sebbene con poche precipitazioni) battendo alcuni record di temperatura mensile (ad esempio Palermo Punta Raisi il 9 marzo con +2,4 °C ha pareggiato il record mensile risalente al marzo 1973).[142] Sempre nel 2011 una tardiva ondata di freddo ha portato nevicate a quote bassissime in Valle d'Aosta il 1º giugno, e in quell'occasione anche Aosta ha registrato neve mista a pioggia (probabilmente si è trattato della nevicata più tardiva registrata ad Aosta nel dopoguerra).[143]
- il febbraio 2012, a seguito di un'eccezionale ondata di freddo, è annoverato anch'esso come eccezionale, in quanto in questo mese si verificarono abbondanti nevicate in gran parte dell'Europa. A Torino e Milano, in tre giorni, caddero quasi 40 cm di neve e si verificarono abbondanti nevicate anche nei dintorni di Firenze. La neve raggiunse Roma dove ne caddero tra i 15 e i 30 cm a seconda delle zone e Napoli, dove vi fu invece solo una spruzzata. In Romagna caddero 350 cm di neve in collina e, in pianura, 200 cm di neve a Cesena e 170 cm di neve a Forlì, superando l'inverno del 1929, con diversi giorni di temperature sotto zero anche in pieno giorno. Nelle Marche vennero misurati 327 cm totali presso lo storico Osservatorio Serpieri di Urbino[144]. Quando le nevicate finirono, le temperature precipitarono rapidamente sotto zero, in particolare nel nord d'Italia dove nel Torinese e nel Faentino il termometro raggiunse i -20 °C, mentre nelle campagne si sfiorarono i -25 °C. Durante questa ondata di freddo, che in Italia durò una decina di giorni, in molte zone del Nord della penisola, le temperature rimasero abbondantemente sotto lo zero. Nella Laguna di Venezia in gelarono ampi tratti, in misura maggiore dell'inverno 2001/2002, con il ghiaccio che raggiunse le porte della città ed anche alcuni canali cittadini, rendendo per alcuni giorni difficili i collegamenti. Anche alcuni tratti fluviali, lungo l'alto corso del Po, sul Tanaro o sul fiume Brenta presso Padova ad esempio, gelarono;
- tra l'11 ed il 12 febbraio 2013 il Nord Italia fu colpito da una fase di freddo intenso con maltempo. A Milano la neve raggiunse i 20 cm in appena 36 ore. Tra il 24 ed il 25 febbraio vi fu poi un altro evento che colpì in particolare il Piemonte e la Lombardia, specie i settori settentrionali, con oltre 40 cm sulle pianure pedemontane ed ancora oltre a quote collinari. L'inverno quell'anno si scatenò ancora una volta soprattutto tra febbraio e marzo, tanto che il 15 marzo fu il Centro-sud ad essere maggiormente colpito, specie l'Abruzzo fino in pianura. Persino la Sardegna raggiunse accumuli sin dai 400 metri. Ancora tra il 17 e il 18 marzo la neve raggiunse le pianure del centro-nord con 20 cm a Tortona, 21 cm a Piacenza, 5 cm a Parma.[145] Il 25 marzo fu poi la volta del gelicidio a Trieste, mentre le pianure nord-orientali venivano ancora imbiancate. In Italia si è trattato del marzo più freddo dal 1987, mentre in Europa (soprattutto centro-occidentale) è risultato il marzo più freddo dal 1962.[146][147] Ancora il 24 maggio si verificarono incredibili imbiancate a quote basse sulle Alpi, localmente fino a quote collinari;
- nel novembre 2013 si scatenò un'ondata di freddo e neve molto intensa al Centro-Sud negli ultimi giorni del mese, le nevicate furono impressionanti con notevoli accumuli anche lungo le coste adriatiche. Tutto questo fu poi seguito da un trimestre invernale tra i più caldi della storia;
- il 16 maggio 2014, dopo un inverno molto mite, una nevicata tardiva (forse la più tardiva dell'ultimo secolo) ha imbiancato le montagne di Calabria meridionale e Sicilia nord-orientale fino a quote relativamente basse (è arrivata fino a Piano Battaglia e Gambarie d'Aspromonte a 1300 mslm).[148]
- nel dicembre 2014 un'intensa ondata gelida colpisce il Centro-sud, sprofondando tra Jonio e Tirreno e Adriatico, portando nevicate abbondanti sulle pianure pugliesi, coste joniche incluse (nelle prime ore del giorno 31 nevicava contemporaneamente in tutti i capoluoghi della regione). Quasi mezzo metro di neve sulla Valle d'Itria. Neve anche sulle coste di Calabria e Sicilia (a Siracusa, Trapani, Reggio Calabria e Capo Passero, ove in quest'ultima mancava un accumulo dal 1905) e qualche fioccata e graupel persino a Malta.
- nella prima decade del febbraio 2015 l'Italia fu raggiunta da altri 2 colpi di gelo e neve; il più efficiente fu il secondo, in particolare il 9 febbraio nuovamente al Sud, dove furono imbiancate ancora delle spiagge. La Calabria tirrenica meridionale vide la nevicata più forte da oltre 100 anni per Palmi e Gioia Tauro, ma in tutta la regione la Tramontana soffiò fino a 100 km/h, portando temperature percepite di -10° sulle coste. In Sila si registrarono -13°; tra il 19 e il 20 febbraio 2015 si ha un'insolita nevicata sull'isola di Cipro dove per la prima volta dal 1996 nevica con accumulo a Larnaca e Nicosia. Neve mista a gragnola è caduta addirittura a Ierapetra, una delle località più calde del Mediterraneo centrale.[149][150]
- sempre nel 2015 una tardiva ondata di freddo ha interessato il Centro e Sud Italia tra il 6 e l'8 aprile, comportando nevicate a quote estremamente basse su Calabria e Sicilia e localmente fin su pianure e coste tra Abruzzo e Puglia. Alcuni centimetri di neve hanno ricoperto Perugia e Alberona (Foggia), mentre i fiocchi sono arrivati ad Altamura, Polignano e addirittura alle porte di Palermo, Messina, Reggio Calabria e Cosenza, città che hanno visto neve tonda e gragnola e nelle immediate periferie collinari si è vista neve con accumulo (come a Poggio San Francesco e San Martino delle Scale per quanto riguarda Palermo, Sant’Angelo di Brolo a 310 mslm per quanto riguarda Messina e Pietrastorta Condera per quanto riguarda Reggio Calabria).[151][152][153][154][155][156][157][158]
- il 16 e 17 marzo 2016 la neve raggiunse le pianure del Nord Italia, colpendo soprattutto il Piemonte. A Torino il 16 marzo la neve arrivò a misurare diversi centimetri in città, qualcosa in più nell'immediata periferia, mentre sulle colline torinesi si arrivò a ben 20 cm. Forti nevicate su cuneese e Lago Maggiore[159][160].
- gli ultimi giorni del 2016 furono segnati da una notevole ondata di freddo nelle regioni meridionali, si raggiunsero 6–10 cm di neve fresca sulle pianure messinesi e catanesi e 20 cm sull'altopiano della Sila. Il messinese raggiunse i -6° a 850 hp.
- nel gennaio 2017 l'Italia venne investita da una forte ondata di freddo che provocò eccezionali nevicate, in particolare sull'Appennino centrale dove gli accumuli raggiunsero il metro e mezzo, isolando, soprattutto in Abruzzo, numerosi centri abitati. Il tutto culminò nella valanga di Rigopiano del 18 gennaio 2017. Freddo, neve e morti ad Atene.
- il 13 novembre 2017 una nevicata molto precoce imbianca alcune aree di pianura dell'Emilia-Romagna, come Bologna, Faenza e Modena. In queste zone si tratta della nevicata più precoce dal novembre 1980.[161]
- nel febbraio 2018 una massa d'aria molto fredda soprannominata "Burian" colpisce dapprima l'Europa orientale e poi, a partire dal 25 febbraio, l'Italia settentrionale. Bora a 100 km/h soffia su Trieste. -10 gradi a Bologna, -7 gradi a Trieste e -6 gradi a Venezia. Il 26 febbraio Roma si risveglia imbiancata, con un manto che raggiunge i 10 cm. Stesso scenario anche a Napoli. La neve cade anche ad Ancona, Pescara e sulla Sardegna settentrionale. Neve anche a Ponza, Capri e Ischia, forti disagi alla rete ferroviaria. Il 1º marzo è invece il turno dell'Italia centrosettentrionale. Imbiancate Firenze, Torino, Genova, Milano, Verona, Bologna, Rimini (dove la neve era presente già da domenica) e Venezia. Il 21 marzo il Centro-sud viene nuovamente imbiancato per l'ondata "Burian bis", con temperature gelide anche nei primi giorni di primavera;
- nel gennaio 2019 il freddo e la neve hanno costantemente interessato il Centro-sud (seppur non ai livelli del 2017) con nevicate anche a Palermo, Reggio Calabria, Bari, Brindisi e Taranto sulla costa.[162][163][164] Gelo e neve anche sulle Alpi, ma solo nella seconda metà del mese. Il 23 febbraio una nuova ondata di freddo ha portato nuovamente nevicate al sud fin sulle coste, come accaduto nel palermitano e nel messinese, con i fiocchi che hanno nuovamente raggiunto il litorale (sebbene non intensamente come a gennaio). Incredibilmente, tornarono gelo e neve abbondante a bassa quota sui monti del Nord (Appennino compreso) nella prima decade di maggio, tanto da raggiungere livelli che non si vedevano da ben 62 anni. Il 5 maggio la neve in Emilia è arrivato quasi fin in pianura (100-150 mslm) come a Castellarano e Albinea, mentre la neve con accumulo è caduta sin verso i 200 mslm, come a Canossa dove si accumularono 2 cm. Addirittura a Prignano sulla Secchia (551 mslm) sono caduti ben 41 cm di neve. Si è addirittura registrata una gelata a Torino Venaria Reale con -1,7 °C.[165][166][167][168] Freddo record anche in Europa, come ad esempio a Copenaghen dove, sempre il 5 maggio, con +0,8 °C è stato battuto il record di temperatura minima assoluto mensile di maggio che risaliva al 1941.[169] Il 15 maggio una seconda incursione fredda, fa sì che Roma registri la temperatura massima più bassa di sempre (da quando si hanno i dati cioè dal 1782 al Collegio Romano) con +12,4 °C. Record di massima più bassa anche nelle altre stazioni romane.[170]
- il 14 novembre 2019, una nevicata estremamente precoce ha imbiancato alcune zone di pianura del Basso Piemonte (neve con accumulo tra Val Borbore, Tanaro e Tiglione fino a 120/130 m di quota, mentre ad Asti per diverse ore ha piovuto misto a neve con una temperatura di 1 °C, fatta eccezione per qualche breve momento di neve umida nei quartieri meridionali della città). Pochi giorni dopo, il 17 novembre, i fiocchi sono scesi a fondovalle tra Genovesato e Basso Alessandrino e la neve è caduta copiosa in Appennino. In queste zone si tratta della nevicata più precoce dal 27 ottobre 1979.[171]
- tra il 25 e il 27 marzo 2020 nevicate tardive hanno interessato un po' tutta la fascia costiera adriatica dall'Emilia-Romagna alla Puglia.[172] La neve interessò il barese interno e anche Bari che ha imbiancato anche il lungomare (seppur si è trattato di qualche cm). Neve con accumulo anche a Cosenza e nelle bassa Valle del Crati in genere.[173][174] La neve tornò in Puglia il 1º aprile sebbene stavolta non arrivò sulle coste, ma si fermò (sotto forma di pioggia mista a neve) ad alcune pianure interne. La neve è caduta, anche con accumulo a Santeramo, Altamura, Gravina, Cassano e Corato, mentre fiocchi di neve anche ad Alberobello, Noci, Casamassima e Sammichele.[175]
- tra il 24 e il 27 settembre 2020, gelate estremamente precoci interessano alcune vallate interne di Piemonte e Liguria con -1,8 °C a Rezzoaglio (località Cabanne), -1,2 °C a Giusvalla, -1,1 °C a Bardineto, -1,0 °C a Sassello, -0,7 °C a Calizzano (il 29 settembre 2008 era sceso a -0,9 °C), -0,4 °C a Cairo Montenotte (località Montenotte Inferiore). Sul Monte Rosa (a Capanna Margherita a 4560 metri di quota) si sono registrati -22,0 °C (valore record per settembre), mentre Plateau Rosa con -15,2 °C registrò la minima più bassa a settembre dal 1952.[176]
- nei primi giorni di gennaio 2021 è il Centro-Nord ad essere sommerso di incredibili nevicate abbondanti, che mancavano da tempo. All'Abetone il ritorno è stato trentennale con circa 2 metri e mezzo di neve, stessa situazione con accumuli ancora maggiori sul Monte Cimone e sul Corno alle Scale. A Norcia è accaduta un'emergenza di animali bloccati nella neve ed a Belluno si è segnalato un isolamento famigliare. Ancora nevicate su buona parte del Centro-Nord anche durante il weekend successivo all'Epifania, mentre il Sud registrava temperature da primavera inoltrata. Nonostante le temperature non siano state eccezionali, il gran freddo ha fatto una vittima anche a Genova. Neve immensa anche in molte aree rurali, tanto da portare ad un isolamento dell'area vittima del Terremoto del 2016. Neve record e danni in Spagna, imbiancata record a Madrid con punte superiori ai 50 cm (la più intensa nevicata almeno dal 27 novembre 1904)[177][178];
- a metà febbraio 2021 l'Europa viene raggiunta dal Burian, imbiancate le isole della Croazia, Atene e diverse pianure italiane in tutte le regioni da Nord a Sud. La neve raggiunge anche le Isole Eolie e l'arcipelago si ritrova completamente isolato. Abbondante la neve caduta sulla Calabria ionica, mentre su buona parte del Mediterraneo emerge uno scenario pienamente da clima russo-siberiano. Il tutto arriva dopo un inizio del mese con temperature pressoché estive; successivamente la corrente a getto atlantica ha defilato l'anticiclone, dirottando l'aria russa fino al cuore del Mediterraneo. Ma vengono imbiancate diverse spiagge, persino quelle del Salento. Freddo eccezionale dal 6 al 22 febbraio anche in Nord America con nevicate record in Texas.[179][180]
- L'inverno 2020-2021 è stato molto freddo nel Regno Unito, addirittura il Tamigi è rimasto ghiacciato il 13 febbraio 2021 a Teddington per la seconda volta almeno negli ultimi 120 anni (l'unica volta che il Tamigi è gelato nel novecento è stato nell'inverno 1962-1963). La temperatura più bassa raggiunta in Inghilterra nel mese di febbraio è stata di -15,3 °C a Ravensworth, nel North Yorkshire, classificandosi come la temperatura minima assoluta nel mese di febbraio da quando esistono le rilevazioni termometriche. Record assoluto di febbraio battuto anche in Galles, mentre in Scozia si sono raggiunte temperature che a febbraio non si vedevano dal 1956. Nel Regno Unito, questa ondata di freddo è stata definita "Beast from the East 2021"[181]. Nella Germania centrale è stata misurata una temperatura minima di 2 m di -26 °C (quasi un record). La Lettonia ha registrato una temperatura media di -3,7 °C, mentre nella prima decade di febbraio 2021 ha registrato una media di -8,8 °C ovvero 5 °C più fredda della media 1981/2010.[180]
- Una nuova ondata di freddo colpisce l'Europa nel mese di aprile, portando temperature eccezionalmente basse e forti gelate che hanno danneggiato le colture, soprattutto orticole e le viti. A 4556 mslm a Capanna Margherita la temperatura ha toccato -33,6 °C il 7 aprile battendo i -29,6 °C dell'8 aprile 2003. Plateau Rosa ha raggiunto -26,8 °C, la più bassa temperatura per aprile dal 1956. In generale in Piemonte durante i giorni 5-8 aprile 2021 si sono raggiunti picchi minimi paragonabili solo a quelli del 1956. In Piemonte in le località di pianura più esposte ad inversione termica hanno raggiunto picchi di -6/-8 °C.[182] Gelate e danni registrati anche in Puglia.[183] In Europa centrale la situazione fu peggiore, soprattutto in Francia (dove si sono raggiunti picchi fino a -11 °C a metà aprile in pianura, con gravi danni alle viti) e in Regno Unito, che ha registrato la media delle minime più bassa dal 1922 per aprile. In alcune aree d'Europa si è trattato delle temperature più basse in aprile almeno dal 1850.[184] In generale si è trattato dell'aprile più freddo dal 2003.[185]
- nel gennaio 2022 un'ondata di gelo e neve colpisce la Grecia e la Turchia, imbiancando l'Acropoli di Atene, ma anche località costiere come Santorini, Mykonos, Syros, Naxos, Tinos e Andros, evento raro per le isole greche. In Attica rimangono chiusi anche i centri di vaccinazione contro il COVID-19. Ad Istanbul, causa bufere di neve, si sono verificati degli incidenti d'autobus, 3 persone sono decedute e 18 sono rimaste ferite.[186]